# Roma, il trionfo e la caduta
Roma, il trionfo e la caduta (Rome: Rise and Fall of an Empire) è un programma televisivo del 2008 trasmesso da History Channel.
La serie è costituita da 13 puntate di 50 minuti circa ciascuna. 
In Italia il programma è andato in onda sul canale di Sky The History Channel e in seguito in prima tv in chiaro sul canale Focus dal 27 dicembre 2017 al 31 gennaio 2018. 

## Trama
Questa serie ripercorre la storia della civiltà romana dagli albori fino alla caduta.

## Puntate
- L'esercito invincibile
- Spartaco, il gladiatore ribelle
- Giulio Cesare
- La foresta della morte
- La terra dei druidi
- L'impero più grande della storia
- La pace è finita
- La minaccia del cristianesimo
- Il soldato imperatore
- Costantino il grande
- Roma a ferro e fuoco
- Il burattinaio spietato
- L'ultimo imperatore